# エドワード・ベネット・ローザ

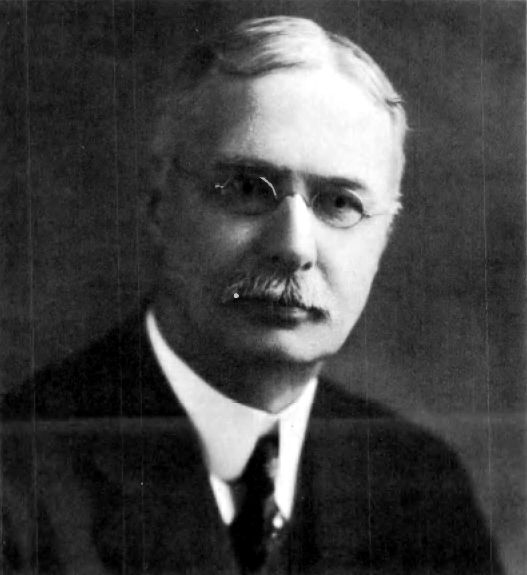
1915年撮影

エドワード・ベネット・ローザ（Edward Bennett Rosa、1873年10月4日 - 1921年5月17日）は、アメリカ合衆国の物理学者であり、測定科学を専門とする。
1886年にウェズリアン大学でB.S.を取得し、ロードアイランド州プロビデンスの学校で物理学を教えた。その後、ジョンズホプキン大学で物理学を学び、ヘンリー・ローランドの下でThe Specific Inductive Capacity of Electrolytesというタイトルの論文を書いて、1891年にPh.D.を取得した。1890年にウィスコンシン大学マディソン校に短期滞在した後、1891年から1901年までウェズリアン大学の物理学教授を務め、そこでウィルバー・オリン・アトウォーターとともに、エネルギー保存の法則を確認し、様々な食品のカロリーを計算できる呼吸熱量計を開発した。彼はまた、交流電流用の半導体カーブトレーサーも作った。1901年には国立標準局の電気研究部門長に迎えられ、ノア・アーネスト・ドーシー、フレデリック・グローバーとともに様々な測定装置を開発した。また、ジョージ・ウッド・ヴァイナルとともに、銀製の電量計を元に電流計を開発した。また彼は、米国電気工事規程を定める安全コード部門の長も務めた。ローザは、仕事中に亡くなった。

## 受賞等
- フランクリン協会のエリオット・クレッソン・メダル（1898年） - 呼吸熱量計の開発に対して
- アメリカ電気学会及びアメリカ物理学会フェロー
- 米国科学アカデミー 選出（1913年）
- アメリカ国立標準技術研究所がE.B.ローザ賞を創設[5]